# Państwo żydowskie
Państwo żydowskie (niem. Der Judenstaat) – książka autorstwa austriackiego dziennikarza narodowości żydowskiej Theodora Herzla, wydana w lutym 1896 w Wiedniu, która odegrała olbrzymią rolę w rozwoju ruchu syjonistycznego.

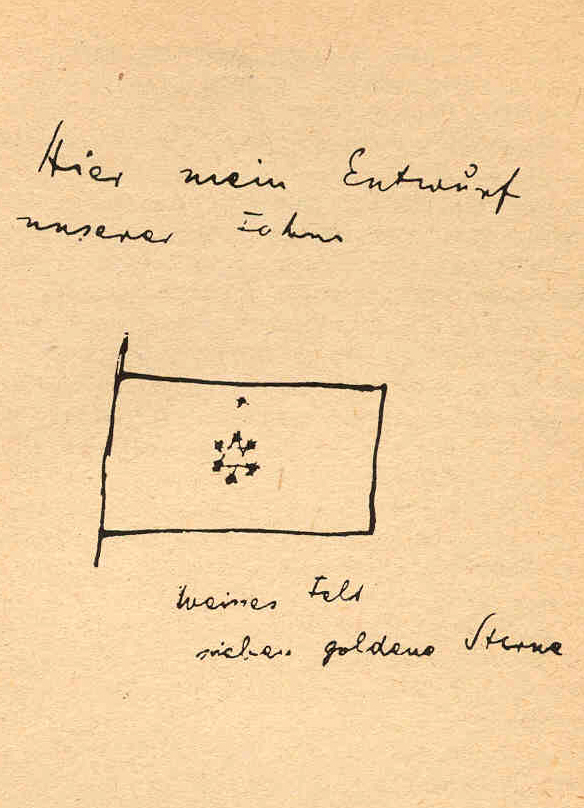
Projekt flagi państwa żydowskiego narysowany przez Herzla

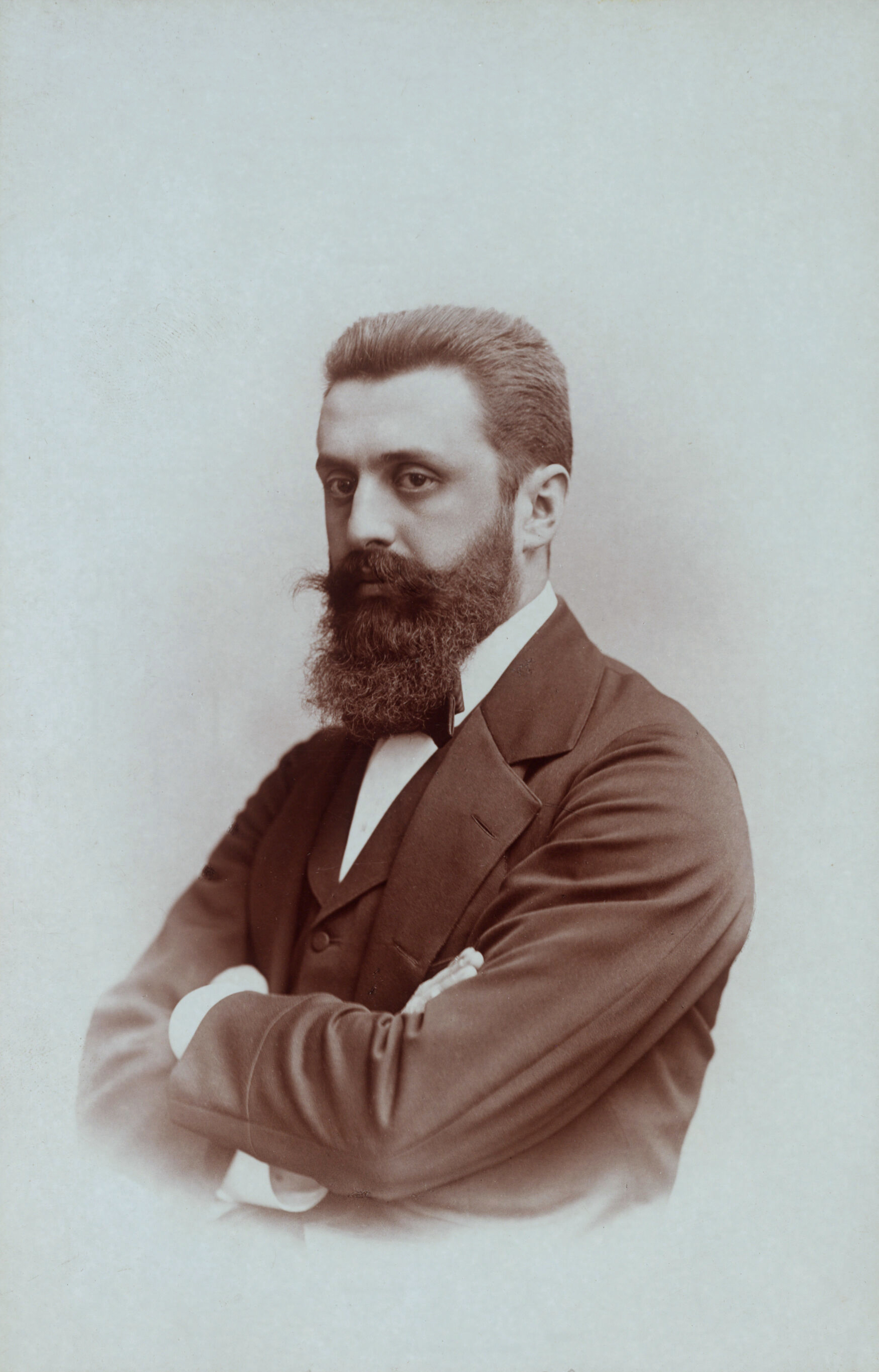
Theodor Herzl (1897)

Podtytuł książki to Poszukiwanie nowoczesnego rozwiązania kwestii żydowskiej (Versuch einer modernen Lösung der Judenfrage).
Autor postulował masową emigrację Żydów z państw, w których narażeni są oni na antysemityzm i prześladowania, do nowoczesnego państwa żydowskiego, które mogłoby powstać w Palestynie lub Argentynie. Herzl uważał, że wszędzie tam gdzie mieszka większa liczba Żydów, istnieje antysemityzm, który jest zjawiskiem trwałym, w związku z tym prześladowania będą stale narastać. Sugerował powołanie dwóch organizacji Zrzeszenia Żydów i Towarzystwa Żydowskiego, które miały zająć się emigracją. Finansowanie winny zapewniać żydowskie banki oraz społeczność. Ostateczna decyzja o lokalizacji państwa miała należeć do społeczności żydowskiej. Sam Herzl preferował Palestynę jako „niezapomnianą ojczyznę historyczną” dla Żydów. Państwo żydowskie miało być stworzone w wyniku negocjacji z zainteresowanymi rządami i za zgodą mocarstw. Miał być to prawdziwa Ziemia Obiecana dla Żydów, kraj liberalny i nowoczesny. Obowiązywać miał w nim siedmiogodzinny dzień pracy, czego symbolem miała być flaga państwowa z siedmioma gwiazdami.
Tekst powstał w 1895 w Paryżu, po spotkaniu Herzla z baronem Maurice’em de Hirschem, założycielem Jewish Colonization Association – organizacji pomagającej w emigracji Żydów z Imperium Rosyjskiego i Królestwa Rumunii do Argentyny i innych części obu Ameryk. Herzl przedstawił swój tekst rodzinie Rotszyldów, których chciał przekonać do sfinansowania programu emigracyjnego i osadnictwa. Propozycje Herzla nie zyskały jednak poparcia wśród żydowskich elit, w związku z tym postanowił on przedstawić je opinii publicznej.
Książka została opublikowana po niemiecku w Wiedniu w 1896 przez wydawnictwo M. Breitenstein. Jeszcze w tym samym roku została przetłumaczona na hebrajski, angielski, rosyjski, francuski i rumuński. Łącznie przetłumaczono ją na co najmniej 18 języków. W 1915 na polski przetłumaczył ją i opatrzył wstępem Jakub Appenszlak. Ponownego przekładu dokonał w 2006 Jacek Surzyn.